# Jasne Wybrzeże
Jasne Wybrzeże – potoczna nazwa wschodniej części Jastrzębiej Góry, od Drogi Rybackiej po Lisi Jar, położona przy drodze wojewódzkiej nr 215. Jasne Wybrzeże z przeważającą liczbą pensjonatów, domów wypoczynkowych i hoteli ogranicza się do funkcji turystycznych.
W latach 1963–1972 część osiedla Jastrzębia Góra. W latach 1973–2014 część miasta Władysławowo.
Obszar Jasnego Wybrzeża został wykupiony w latach 20. XX wieku przez spółkę “Jasne Wybrzeże”. Na wytyczonych parcelach zaczęły powstawać ulice i budowano pierwsze domy.